# 甲田真理
甲田 真理（こうだ まり、mari koda、8月3日 - ）は、日本の女優、ダンサー、経営者。
東京都渋谷区出身（新宿区出生）。米国ニューヨーク在住。ダンサー名「kodance」(読み：コ-ダンス)。

## 概要
映画、TV、CM等様々な分野で活躍中。世界的に有名なヒップホップ・アーティスト集団『ロック・ステディー・クルー』に所属。ヒップホップだけでなく、サルサ、ハッスル、ハウス、バレエなどジャンルに隔たりなく、音楽に合ったパフォーマンスを心がけている。ダンス映画の歴代興行成績をたった１週間で塗り替えたディズニー配給のハリウッド映画「ステップ・アップ2:ザ・ストリート」の一般公募オーディションに参加、1500人の中から役を勝ちとった彼女は『2』に出演するだけでなく、ディズニーから『3』出演の要望を受けた。以降「ステップ･アップ3D」、「ステップ・アップ4:レボリューション」、「STEP UP 5」にも同役で出演。同じ役柄で4作連続ハリウッド映画に出演した唯一の日本人である。

## 略歴
父親が熊本県出身。東京都新宿区で生まれ、渋谷区笹塚で育つ。
10代の頃から独学でダンスを始める。語学習得の為にニューヨークに留学した際、ダンスの持つ魅力に惹かれ始め、本格的にダンスを開始。プロの道を志すようになる。留学から数年後、世界的に有名なアマチュアエンターテイナーの登竜門アポロ・シアター「アマチュアナイト」に出場、ダンサーとして年間優勝を果たす。この頃よりTV、CM、PVなどに出演するソロのプロフェッショナル・ダンサーとしての活動もスタートする。以降、有名アーティストの振付、ミュージックビデオへの出演、ライブツアーへの参加など活動の幅を大きく広げる。
2005年、米国内でのヒップホップカルチャーを中心としたアーティスト活動と数々の功績が認められ、女性ヒップホップ・アーティストとして初めて米国永住権(グリーンカード)を取得した。
2010年、音楽とダンスで心を育て世界を繋ぐイベントコーディネートを行う株式会社「SUN RHYTHM, INC.」を設立。
米国でのアーティストのプロモーションやイベントプロデュース、各種コーディネートを行う。

## 女優

### 映画
- カナダ映画 「OVERLOOKERS」
- 「ステップ・アップ2:ザ・ストリート」(2008年)  - 日本人ジェニー・キド役
- 「ステップ･アップ3D」(2010年)  - 日本人ジェニー・キド役
- 「ステップ・アップ4:レボリューション」(2012年)  - 日本人ジェニー・キド役
- 「ステップ･アップ5」(2014年公開予定)  - 日本人ジェニー・キド役

### 作品
- DVD 「ステップ・アップ2:ザ・ストリート」 2009年2月6日
- DVD「ステップ･アップ3D」 2011年3月16日 / 発売元：ウォルト・ディズニー・ジャパン
- DVD 「ステップ・アップ4:レボリューション」 2013年3月6日 / 発売元：ウォルト・ディズニー・ジャパン

## ダンサー

### 振付
- パティ・ラベル - 振付師兼バックダンサーとして全米ツアーに参加

### Music Video
- ミッシー・エリオット
- ティンバランド
- 50セント
- カスケーダ
- マションダ

### その他出演
- ブラック・アイド・ピーズ
- MTV Video Music Award 2005（英語版）で、アカデミー 賞主演男優賞受賞のジェイミー・フォックスと、オープニングでHIPHOPオペラを披露
- FCI NY